# Carles Riba
Carles Riba i Bracons (Barcellona, 23 settembre 1893 – Barcellona, 12 luglio 1959) è stato un poeta e scrittore spagnolo, uno dei più importanti poeti di lingua catalana del Novecento.

## Biografia
Professore di greco all'Università Autonoma di Barcellona dal 1925 al 1939, fu ottimo commentatore e traduttore di classici latini e greci; a lui si deve una stupenda traduzione dell'Odissea in catalano. Nel periodo dal 1939 al 1943 fu esiliato.
Del resto, della sua cultura umanistica sono impregnate non solo penetranti opere di critica, ma anche le sue prose e le sue poesie.
La sua vasta opera poetica lo apparenta con i grandi del secolo ventesimo, da Friedrich Hölderlin a Thomas Stearns Eliot.

## Opere
- Estances - Stanze, poesie scritte fra il 1919 e il 1930.
- Tres suites - Tre suites, del 1937.
- Elegie de Bierville - Elegie di Bierville, del 1942, scritto nel periodo dell'esilio.
- Salvatge cor - Cuore selvaggio, del 1952.
- Esbòs de tres oratoris, del 1953.